# Csong Gjongun
Csong Gjongun (hangul: 정경은, RR: Jeong Gyeong-eun; népszerű átírással: Jung Kyung-eun; 1990. március 20.–) dél-koreai tollaslabdázó.

## Pályafutása
A középiskolában kezdett el a sporttal foglalkozni.
Csong (Jeong)ot hét másik sportolóval együtt diszkvalifikálták a 2012-es olimpián, mert megpróbáltak szándékosan elveszíteni egyes mérkőzéseket, hogy jobb pozíícióba kerüljenek a későbbi sorsolásoknál.
A 2016. évi nyári olimpiai játékokon párosban Sin Szungcshan (Shin Seung-chan)nal bronzérmet szerzett.